# Pergalumna hawaiiensis
Pergalumna hawaiiensis är en kvalsterart som först beskrevs av Arthur P. Jacot 1934.  Pergalumna hawaiiensis ingår i släktet Pergalumna och familjen Galumnidae.

## Underarter
Arten delas in i följande underarter:
- P. h. hawaiiensis
- P. h. marquesana